# Hidiso

Mapa de algunas de las ciudades griegas de Caria y de algunas islas del Dodecaneso, donde se aprecia la ubicación de Hidiso, al noreste de Céramo.

Hidiso (en griego, Ὑδισσός) fue una antigua ciudad de Caria. 
Perteneció a la Liga de Delos puesto que aparece mencionada en los registros de tributos a Atenas en los años 448/7 y 447/6 a. C. donde pagaba un phoros de un talento. La ciudad también la cita Esteban de Bizancio, que recoge un fragmento de Apolonio de Afrodisias que señala que su fundador epónimo fue Hidiso, hijo de Belerofonte y Asteria. Sus habitantes, los hidisenses, los menciona Plinio el Viejo.
Se localiza a medio camino entre Milasa y Céramo, en la actual Karacahisar, donde se han hallado, entre otros restos, muros y torres fortificadas.